# 三冠 (柔道)

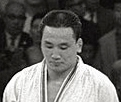
猪熊功は1965年に初の柔道三冠を達成した選手である。1964年東京オリンピック80kg超級表彰式にて。

柔道三冠（じゅうどうさんかん）とは、日本の柔道において、全日本柔道選手権大会（全日本選手権）・世界柔道選手権大会（世界柔道、世界選手権）・オリンピック柔道競技の3つの大会の総称、またはその3大会全てに優勝した経験を持つ日本の柔道家に対する非公式の称号である。
男子では1964年、女子では1988年から柔道競技が夏季オリンピックに採用されて、三大大会が出揃って以降、現在までに男子8名、女子3名の選手が三冠を達成している。
全日本選手権の代わりに全日本選抜柔道体重別選手権大会を加えた場合は、柔道体重別三冠と称する。また、高校柔道三冠も存在する。本項目では、これらも併せて解説する。

## 柔道三冠

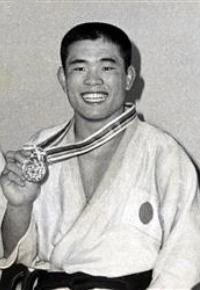
岡野功は体重80kgの歴代最軽量で三冠を達成した。

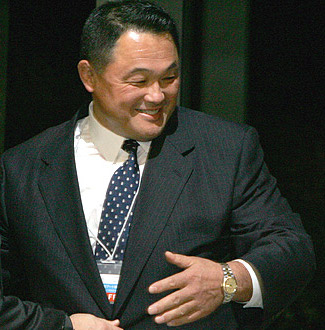
山下泰裕は三冠大会で最多の合計14回の優勝を記録した。

三冠を構成する大会の概要はそれぞれ以下の通りである。
全日本柔道選手権大会は、嘉納治五郎の創案により1930年から開催された前身の全日本柔道選士権大会が太平洋戦争の影響で中断したのち、その流れを継承して1948年より全日本柔道連盟主催で開催されている国内大会である。現在では毎年4月29日に日本武道館にて開催されるのが恒例となっている。体重無差別の男子個人戦で日本一の柔道選手の座を争う大会であり、重量級におけるオリンピック・世界柔道の代表選考会としても機能している。女子の皇后盃全日本女子柔道選手権大会は1986年に創設され、毎年4月に開催されている。他の2つの大会と異なり、全日本選手権の出場資格は日本国籍を有する者とされているため、必然的に柔道三冠の概念は日本国内に限ったものとなる。
世界柔道選手権大会は、男子は1956年、女子は1980年から国際柔道連盟主催で開催されている、体重別で柔道世界一を決する大会である。2007年までは基本的に2年に一度の開催であったが、その後は夏季オリンピックの開催年を除き毎年開催されている。
オリンピック柔道競技は、三冠に数えられる大会の中では男女ともに最も設置が遅かった。男子では1964年の東京オリンピックで初採用され、次のメキシコオリンピックでは実施されなかったものの、1972年ミュンヘンオリンピックから再び採用されている。女子では1988年ソウルオリンピックで公開競技として初めて実施され、1992年のバルセロナオリンピックから正式種目として採用された。4年に一度の開催かつ、各階級の代表は国別1名とされているため、必然的に三冠の中では最も獲得機会が限られる大会である。
従って、柔道三冠を達成し得るのは、男子は1964年、女子は1988年以降に現役であった選手に限られる。最初にこの3つの大会を制覇したのは猪熊功である。猪熊は、東京教育大学の学生であった1959年に全日本選手権を21歳・初出場で制覇すると、柔道初のオリンピックとなった1964年の東京オリンピックでも80kg超級で金メダルを獲得。1965年にリオデジャネイロで開催された世界選手権では、前年の東京五輪で日本の全階級制覇を阻んだオランダのアントン・ヘーシンクとの決着を期して無差別級にエントリーするものの、ヘーシンクの大会途中での引退表明により果たせず、同級を制して初の柔道三冠を達成した。
以降、現在までに男子は猪熊を含め8名、女子では2004年の阿武教子を第1号として3名の柔道家が三冠を達成している。

### 三冠達成者一覧[1]

#### 男子（1964～）
| 達成 順 | 達成 年 | 選手名         | 優勝 総数 | 全日本選手権                                     | 世界柔道                                    | 世界柔道           | オリンピック                  | オリンピック |
| ------- | ------- | -------------- | --------- | ------------------------------------------------ | ------------------------------------------- | ------------------ | ----------------------------- | ------------ |
| 1       | 1965    | 猪熊功         | 4         | 1959・1963                                       | 1965 リオ                                   | 無差別             | 1964 東京                     | +80kg        |
| 2       | 1967    | 岡野功         | 4         | 1967・1969                                       | 1965 リオ                                   | 80kg               | 1964 東京                     | 80kg         |
| 3       | 1976    | 上村春樹       | 4         | 1973・1975                                       | 1975 ウィーン                               | 無差別             | 1976 モントリオール           | 無差別       |
| 4       | 1984    | 山下泰裕       | 14        | 1977・1978 1979・1980 1981・1982 1983・1984 1985 | 1979 パリ 1981 マーストリヒト 1983 モスクワ | +95kg 無差別 +95kg | 1984 ロサンゼルス             | 無差別       |
| 5       | 1988    | 斉藤仁         | 4         | 1988                                             | 1983 モスクワ                               | 無差別             | 1984 ロサンゼルス 1988 ソウル | +95kg        |
| 6       | 2001    | 井上康生       | 7         | 2001・2002・2003                                 | 1999 バーミンガム 2001 ミュンヘン 2003 大阪 | 100kg              | 2000 シドニー                 | 100kg        |
| 7       | 2004    | 鈴木桂治       | 7         | 2004・2005 2007・2011                            | 2003 大阪 2005 カイロ                       | 無差別 100kg       | 2004 アテネ                   | +100kg       |
| 8       | 2021    | ウルフ・アロン | 3         | 2019                                             | 2017 ブダペスト                             | 100kg              | 2020 東京                     | 100kg        |

#### 女子（1988～）
| 達成 順 | 達成 年 | 選手名   | 優勝 総数 | 皇后盃                                                 | 世界柔道                                              | 世界柔道  | オリンピック | オリンピック |
| ------- | ------- | -------- | --------- | ------------------------------------------------------ | ----------------------------------------------------- | --------- | ------------ | ------------ |
| 1       | 2004    | 阿武教子 | 10        | 1993・1994・1995・ 1996・1999                          | 1997 パリ 1999 バーミンガム 2001 ミュンヘン 2003 大阪 | 72kg 78kg | 2004 アテネ  | 78kg         |
| 2       | 2007    | 塚田真希 | 11        | 2002・2003・2004・ 2005・2006・2007・ 2008・2009・2010 | 2007 リオ                                             | 無差別    | 2004 アテネ  | +78kg        |
| 3       | 2021    | 素根輝   | 4         | 2018・2019                                             | 2019 東京                                             | +78kg     | 2020 東京    | +78kg        |

## 柔道体重別三冠

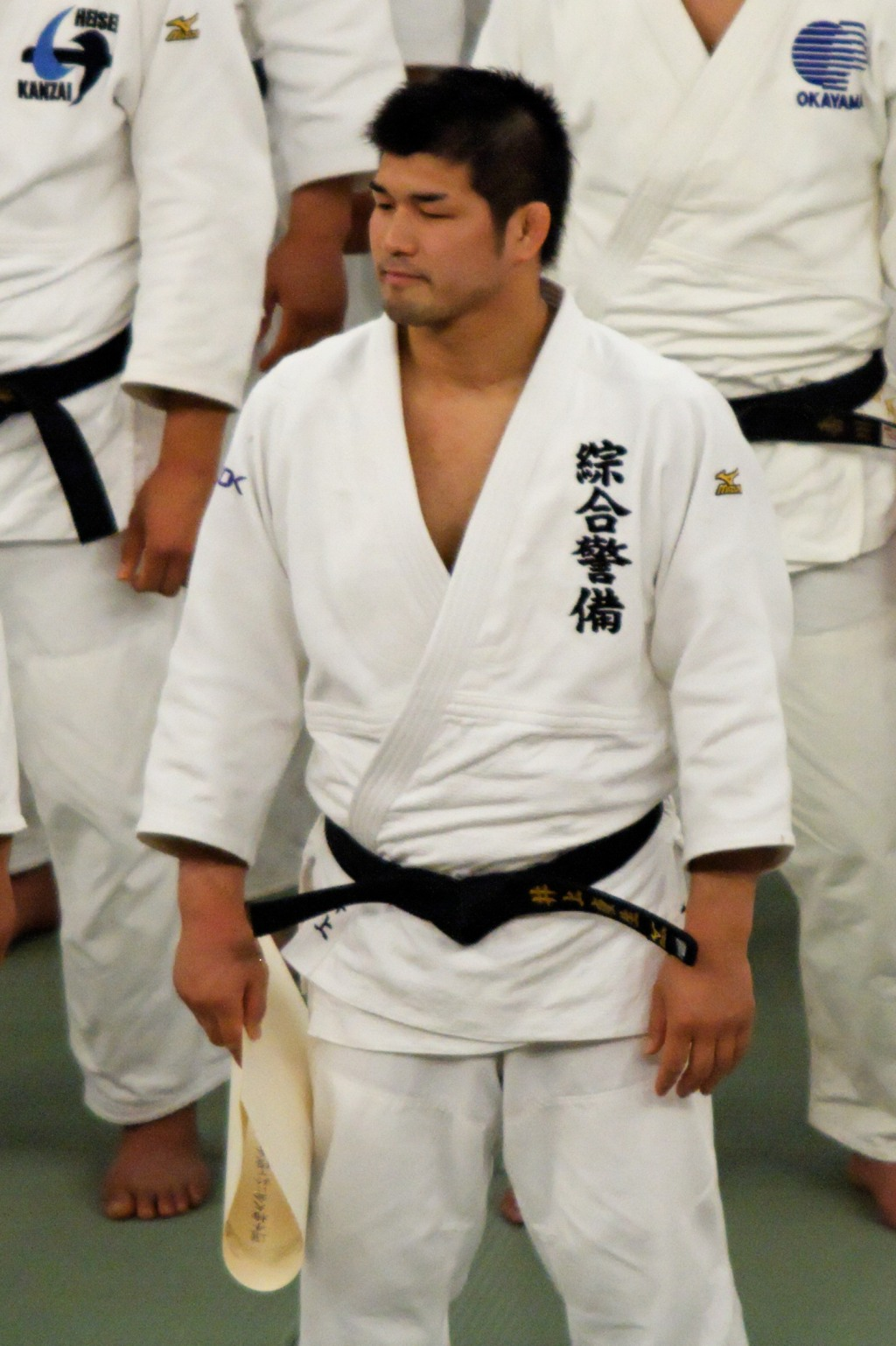
井上康生は三冠（22歳11か月）・体重別三冠（22歳4か月）ともに最年少での達成者である。

三冠のうち、全日本選手権だけは無差別級のみの大会であり、体重80kgで同大会を2度制し三冠を達成した岡野功のような事例もあるものの、基本的には重量級の選手向けのタイトルと言える。そこで、軽量級・中量級で目覚ましい成績を残した選手をも評価する尺度として存在するのが、全日本選手権の代わりに全日本選抜柔道体重別選手権大会を加えた、柔道体重別三冠の概念である。
全日本選抜柔道体重別選手権大会（選抜体重別）は、男子は1966年、女子は1978年に始まり、現在は毎年開催されている。元々は男女別会場での開催であったが、2007年より男女を統合し、福岡国際センターが会場とされている。オリンピック・世界柔道の開催年には、代表選考会のひとつとなる。
男子は1966年以降、女子は1988年以降、現在までに男子18名、女子9名の選手が体重別三冠を達成している。なお、柔道三冠を達成した選手は、選抜体重別選手権の設置時期には既に引退ないし現役晩年だった猪熊功と岡野功を除く全員が体重別三冠も達成している。

### 体重別三冠達成者一覧[2]

#### 男子（1966～）
| 達成 順 | 達成 年 | 選手名         | 優勝 総数 | 選抜体重別                               | 選抜体重別       | 世界柔道                                                | 世界柔道           | オリンピック                              | オリンピック |
| ------- | ------- | -------------- | --------- | ---------------------------------------- | ---------------- | ------------------------------------------------------- | ------------------ | ----------------------------------------- | ------------ |
| 1       | 1973    | 野村豊和       | 3         | 1972                                     | 軽量             | 1973 ローザンヌ                                         | 70kg               | 1972 ミュンヘン                           | 70kg         |
| 2       | 1976    | 二宮和弘       | 4         | 1976 1977                                | 中量 95kg        | 1973 ローザンヌ                                         | 無差別             | 1976 モントリオール                       | 93kg         |
| 3       | 1976    | 園田勇         | 7         | 1969・1970 1972・1976 1977               | 軽量 軽中量 86kg | 1969 メキシコシティ                                     | 80kg               | 1976 モントリオール                       | 80kg         |
| 4       | 1976    | 上村春樹       | 3         | 1975                                     | 重量             | 1975 ウィーン                                           | 無差別             | 1976 モントリオール                       | 無差別       |
| 5       | 1984    | 斉藤仁         | 6         | 1981・1985・1988                         | +95kg            | 1983 モスクワ                                           | 無差別             | 1984 ロサンゼルス 1988 ソウル             | +95kg        |
| 6       | 1984    | 山下泰裕       | 11        | 1977・1978・1979・1980・ 1982・1983      | +95kg            | 1979 パリ 1981 マーストリヒト 1983 モスクワ             | +95kg 無差別 +95kg | 1984 ロサンゼルス                         | 無差別       |
| 7       | 1985    | 細川伸二       | 7         | 1982・1984・1985・1987・ 1988            | 60kg             | 1985 ソウル                                             | 60kg               | 1984 ロサンゼルス                         | 60kg         |
| 8       | 1992    | 古賀稔彦       | 11        | 1987・1988・1989・1990・ 1991・1992 1995 | 71kg 78kg        | 1989 ベオグラード 1991 バルセロナ 1995 千葉             | 71kg 78kg          | 1992 バルセロナ                           | 71kg         |
| 9       | 1997    | 野村忠宏       | 10        | 1996・1997・2000・2003・ 2004・2007      | 60kg             | 1997 パリ                                               | 60kg               | 1996 アトランタ 2000 シドニー 2004 アテネ | 60kg         |
| 10      | 1997    | 中村兼三       | 7         | 1996 1998・1999・2000 2002               | 71kg 73kg 81kg   | 1997 パリ                                               | 71kg               | 1996 アトランタ                           | 71kg         |
| 11      | 1999    | 吉田秀彦       | 7         | 1992 1995・1996 1999・2000               | 78kg 86kg 90kg   | 1999 バーミンガム                                       | 90kg               | 1992 バルセロナ                           | 78kg         |
| 12      | 2000    | 井上康生       | 8         | 2000・2001・2004 2008                    | 100kg +100kg     | 1999 バーミンガム 2001 ミュンヘン 2003 大阪             | 100kg              | 2000 シドニー                             | 100kg        |
| 13      | 2004    | 鈴木桂治       | 8         | 2002・2003・2007・2008 2010              | 100kg +100kg     | 2003 大阪 2005 カイロ                                   | 無差別 100kg       | 2004 アテネ                               | +100kg       |
| 14      | 2016    | 大野将平       | 8         | 2014・2016・2019                         | 73kg             | 2013 リオ 2015 アスタナ 2019 東京                       | 73kg               | 2016 リオ 2020 東京                       | 73kg         |
| 15      | 2021    | 髙藤直寿       | 6         | 2014                                     | 60kg             | 2013 リオ 2017 ブダペスト 2018 バクー 2022 タシケント   | 60kg               | 2020 東京                                 | 60kg         |
| 16      | 2021    | 阿部一二三     | 9         | 2016・2017・2022                         | 66kg             | 2017 ブダペスト 2018 バクー 2022 タシケント 2023 ドーハ | 66kg               | 2020 東京 2024 パリ                       | 66kg         |
| 17      | 2021    | 永瀬貴規       | 9         | 2014・2015・2016・2017・ 2019・2022      | 81kg             | 2015 アスタナ                                           | 81kg               | 2020 東京 2024 パリ                       | 81kg         |
| 18      | 2021    | ウルフ・アロン | 5         | 2016・2017・2023                         | 100kg            | 2017 ブダペスト                                         | 100kg              | 2020 東京                                 | 100kg        |

#### 女子（1988～）
| 達成 順 | 達成 年 | 選手名   | 優勝 総数 | 選抜体重別                                                                            | 選抜体重別      | 世界柔道                                                                                  | 世界柔道  | オリンピック              | オリンピック |
| ------- | ------- | -------- | --------- | ------------------------------------------------------------------------------------- | --------------- | ----------------------------------------------------------------------------------------- | --------- | ------------------------- | ------------ |
| 1       | 2000    | 田村亮子 | 23        | 1991・1992・1993・1994・ 1995・1996・1997・1998・ 1999・2000・2001・2003・ 2004・2005 | 48kg            | 1993 ハミルトン 1995 千葉 1997 パリ 1999 バーミンガム 2001 ミュンヘン 2003 大阪 2007 リオ | 48kg      | 2000 シドニー 2004 アテネ | 48kg         |
| 2       | 2004    | 上野雅恵 | 8         | 2001・2003・2005・2006                                                                | 70kg            | 2001 ミュンヘン 2003 大阪                                                                 | 70kg      | 2004 アテネ 2008 北京     | 70kg         |
| 3       | 2004    | 阿武教子 | 17        | 1993・1994・1995・1996 1997 1998・1999・2000・2001・ 2002・2003・2004                 | +72kg 72kg 78kg | 1997 パリ 1999 バーミンガム 2001 ミュンヘン 2003 大阪                                     | 72kg 78kg | 2004 アテネ               | 78kg         |
| 4       | 2007    | 塚田真希 | 8         | 2003・2004・2005・2006・ 2007・2008                                                   | +78kg           | 2007 リオ                                                                                 | 無差別    | 2004 アテネ               | +78kg        |
| 5       | 2012    | 松本薫   | 7         | 2008・2009・2011・2015                                                                | 57kg            | 2010 東京 2015 アスタナ                                                                   | 57kg      | 2012 ロンドン             | 57kg         |
| 6       | 2021    | 新井千鶴 | 4         | 2017                                                                                  | 70kg            | 2017 ブダペスト 2018 バクー                                                               | 70kg      | 2020 東京                 | 70kg         |
| 7       | 2021    | 濵田尚里 | 6         | 2015・2019・2022・2024                                                                | 78kg            | 2018 バクー                                                                               | 78kg      | 2020 東京                 | 78kg         |
| 8       | 2021    | 素根輝   | 5         | 2017・2018・2019                                                                      | +78kg           | 2019 東京                                                                                 | +78kg     | 2020 東京                 | +78kg        |
| 9       | 2024    | 角田夏実 | 7         | 2018・2019 2021                                                                       | 52kg 48kg       | 2021 ブダペスト 2022 タシケント 2023 ドーハ                                               | 48kg      | 2024 パリ                 | 48kg         |

## 高校柔道三冠

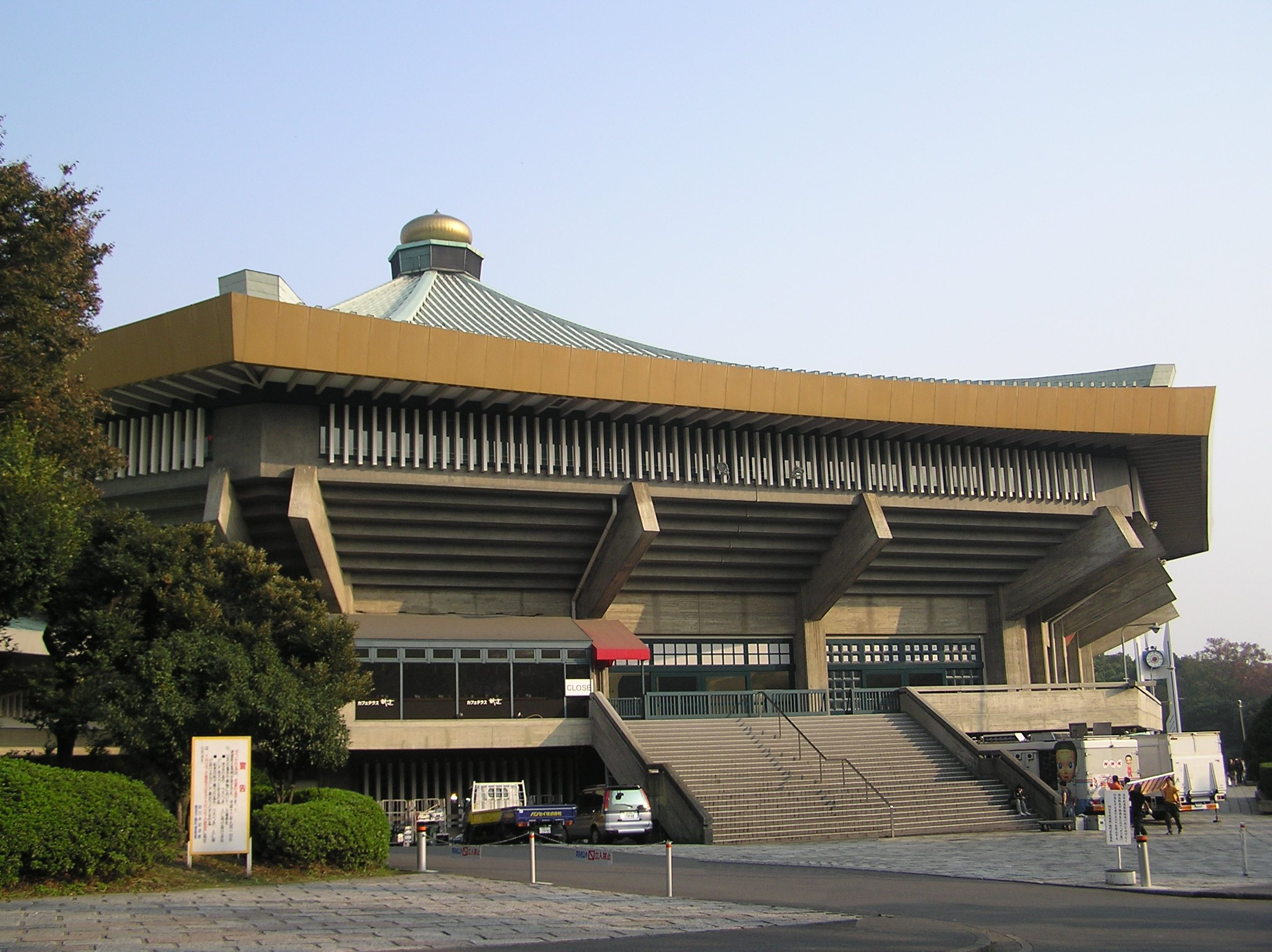
春の高校選手権の会場となる日本武道館。

日本の高等学校世代における柔道三冠とは、全国高等学校柔道選手権大会（高校選手権、春の武道館）・金鷲旗高校柔道大会（金鷲旗、夏の福岡）・全国高等学校総合体育大会柔道競技大会（インターハイ）の3つの大会を指し、また同一年でそれら3つの大会全ての団体戦を制覇した高校を指す称号である。
全国高等学校柔道選手権大会は、毎年3月に日本武道館で開催され、各都道府県予選を勝ち上がった代表により男女団体戦及び個人戦男女各5階級が実施される。男子団体戦は5人制の勝ち抜き戦、女子団体戦は先鋒・中堅・大将の各員に体重制限が課せられた3人制の点取り戦である。男子団体戦は1979年、女子団体戦は2006年から開催。
金鷲旗高校柔道大会は、毎年7月に福岡県福岡市で開催される団体戦のみの大会である。現在の会場は照葉積水ハウスアリーナ。1916年に九州学生武道大会の名称で福岡県内の学校のみを参加対象として創設されたが、次第に九州地方全域、さらに中国地方・四国地方へと参加制限を広げ、1973年から全国大会となった。女子大会は1990年に追加された。男女ともに5人制の勝ち抜き戦で行われる。都道府県や地方予選が存在しないオープン参加の大会であるため、全国から多数かつさまざまな実力の柔道部が集結し、大量の試合が行われていく。また、負傷等による交代を除き試合ごとのポジションチェンジが認められないため、先鋒を務める選手の負担が特に大きいという特徴がある。
全国高等学校総合体育大会柔道競技大会は、毎年8月に全国高等学校総合体育大会の一競技として、都道府県持ち回りで開催されている。元々は1952年に全国高等学校柔道大会の名称で創設され、1966年より高校総体に組み込まれた。女子は1990年から開催。男子5人制・女子3人制の点取り制団体戦と、男女各7階級の個人戦が開催される。
従って、高校柔道三冠の中では春の高校選手権が男女ともに最も創設が遅く、三冠が出そろったのは男子1979年、女子2006年である。以降、男子では1986年の世田谷学園を皮切りにこれまでに5校が三冠制覇を達成している。女子では2009年の埼玉栄が初例であり、以降現在までに2校が三冠を達成している。
なお、個人高校三冠と言う場合は、高校選手権・インターハイ・全日本ジュニア柔道体重別選手権大会の三大会を指す。

### 高校三冠達成校一覧

#### 男子（1979～）[3]
| 高校名     | 都道府県 | 回数 | 三冠達成年                   |  |
| ---------- | -------- | ---- | ---------------------------- |  |
| 国士舘     | 東京都   | 5    | 2000・2010・2015・2019・2023 |  |
| 世田谷学園 | 東京都   | 3    | 1986・1987・1992             |  |
| 東海大相模 | 神奈川県 | 2    | 2008・2009                   |  |
| 東海大浦安 | 千葉県   | 1    | 2012                         |  |
| 桐蔭学園   | 神奈川県 | 1    | 2017                         |  |
| 埼玉栄     | 埼玉県   | 1    | 2024                         |  |

#### 女子（2006～）[4]
| 高校名   | 都道府県 | 回数 | 三冠達成年 |
| -------- | -------- | ---- | ---------- |
| 埼玉栄   | 埼玉県   | 1    | 2009       |
| 富士学苑 | 山梨県   | 1    | 2019       |